# Pallacanestro Cantù 2007-2008
Questa voce raccoglie le informazioni riguardanti la Pallacanestro Cantù nelle competizioni ufficiali della stagione 2007-2008.

## Stagione
La stagione 2007-2008 della Pallacanestro Cantù, sponsorizzata Tisettanta, è la 51ª nel massimo campionato italiano di pallacanestro, la Serie A.

## Roster
| Tisettanta Cantù 2007-2008 | Tisettanta Cantù 2007-2008 |
| Giocatori                  | Staff tecnico              |
| -------------------------- | -------------------------- |

| N. | Naz.                                        | Ruolo | Nome                  | Anno | Alt.   | Peso   |  |
| -- | ------------------------------------------- | ----- | --------------------- | ---- | ------ | ------ |  |
| 4  | Argentina (bandiera) · Italia (bandiera)    | G     | Juan Marcos Casini    | 1980 | 190 cm | 77 kg  |  |
| 5  | Stati Uniti (bandiera)                      | P     | DaShaun Wood          | 1985 | 180 cm | 80 kg  |  |
| 7  | Canada (bandiera)                           | AP    | Denham Brown          | 1983 | 198 cm | 95 kg  |  |
| 8  | Italia (bandiera)                           | AP    | Rodolfo Valenti       | 1980 | 196 cm | 94 kg  |  |
| 9  | Stati Uniti (bandiera)                      | G     | Gerald Fitch          | 1982 | 191 cm | 85 kg  |  |
| 10 | Stati Uniti (bandiera) · Irlanda (bandiera) | G     | Donnie McGrath        | 1984 | 183 cm | 92 kg  |  |
| 10 | Francia (bandiera)                          | AG    | Hervé Touré           | 1982 | 203 cm | 100 kg |  |
| 11 | Stati Uniti (bandiera)                      | C     | Torin Francis         | 1983 | 210 cm | 116 kg |  |
| 12 | Uruguay (bandiera) · Italia (bandiera)      | G     | Nicolás Mazzarino (C) | 1975 | 181 cm | 88 kg  |  |
| 13 | Lituania (bandiera)                         | C     | Povilas Čukinas       | 1983 | 210 cm | 107 kg |  |
| 15 | Italia (bandiera)                           | AG    | Niccolò Squarcina     | 1983 | 202 cm | 97 kg  |  |
| 16 | Italia (bandiera)                           | PG    | Giacomo Bloise        | 1990 | 183 cm | 67 kg  |  |
| 18 | Italia (bandiera)                           | AG    | Marco Carolo          | 1989 | 202 cm | 89 kg  |  |
| 19 | Italia (bandiera)                           | AG    | Federico Lestini      | 1983 | 200 cm | 90 kg  |  |
| 20 | Stati Uniti (bandiera)                      | AG    | Mohamed Abukar        | 1985 | 208 cm | 103 kg |  |
| -  | Italia (bandiera)                           | G     | Matteo Bellarate      | 1989 | 193 cm | 82 kg  |  |
| -  | Italia (bandiera)                           |       | Luca Bottinelli       | 1989 |        |        |  |
| -  | Italia (bandiera)                           |       | Nicola Brienza        | 1980 |        |        |  |
| -  | Italia (bandiera)                           |       | Silvio Carpani        | 1989 |        |        |  |
| -  | Italia (bandiera)                           | AP    | Federico Cattaneo     | 1989 | 195 cm |        |  |
| -  | Italia (bandiera)                           |       | Mattia Clerici        | 1989 |        |        |  |
| -  | Italia (bandiera)                           | P     | Paolo Meroni          | 1990 | 190 cm | 72 kg  |  |
| -  | Italia (bandiera)                           | AP    | Federico Pedalà       | 1990 | 195 cm | 85 kg  |  |

| Allenatore                                                                                     |
| - Luca Dalmonte                                                                                |
| Assistente/i                                                                                   |
| - Nicola Brienza - Flavio Fioretti Legenda - (C) Capitano - (IN) Inattivo - Infortunato Roster |

## Mercato

### Sessione estiva
| Acquisti | Acquisti           | Acquisti           | Acquisti   |
| R.       | Nome               | da                 | Modalità   |
| -------- | ------------------ | ------------------ | ---------- |
| ALL      | Luca Dalmonte      | Teramo Basket      | definitivo |
| P        | DaShaun Wood       | Wright St. Raiders | definitivo |
| C        | Torin Francis      | Orlandina          | definitivo |
| AP       | Denham Brown       | Galatasaray        | definitivo |
| C        | Povilas Čukinas    | BSG Ludwigsburg    | definitivo |
| AP       | Rodolfo Valenti    | Triboldi           | definitivo |
| G        | Juan Marcos Casini | Jesi Academy       | definitivo |
| AG       | Mohamed Abukar     | SDSU Aztecs        | definitivo |

| Cessioni | Cessioni             | Cessioni              | Cessioni       |
| R.       | Nome                 | a                     | Modalità       |
| -------- | -------------------- | --------------------- | -------------- |
| ALL      | Stefano Sacripanti   | V.L. Pesaro           | fine contratto |
| ALL      | Bruno Arrigoni       |                       | ritirato       |
| P        | Pierluigi Marzorati  |                       | ritirato       |
| AG       | Theron Smith         | Orléanaise Loiret     | fine contratto |
| P        | Mike Jordan          | Spirou Charleroi      | fine contratto |
| AG       | Lamayn Wilson        | ASVEL                 | fine contratto |
| AP       | Phill Jones          | N.Z. Breakers         | fine contratto |
| P        | Emanuele Della Felba | Pallacanestro Urbania | fine contratto |
| C        | Casey Shaw           | Olimpia Milano        | fine contratto |
| AC       | Paolo Conti          | Lago Maggiore         | fine contratto |
| C        | Eric Williams        | Scandone Avellino     | fine contratto |

### Dopo l'inizio della stagione
| Acquisti | Acquisti         | Acquisti       | Acquisti         | Acquisti   |
| R.       | Nome             | da             | Data             | Modalità   |
| -------- | ---------------- | -------------- | ---------------- | ---------- |
| AG       | Hervé Touré      | Olimpia Milano | 15 novembre 2007 | definitivo |
| G        | Gerald Fitch     | Free agent     | 13 dicembre 2007 | definitivo |
| AG       | Federico Lestini | Virtus Bologna | 1 febbraio 2008  | prestito   |

| Cessioni | Cessioni        | Cessioni       | Cessioni         | Cessioni   |
| R.       | Nome            | a              | Data             | Modalità   |
| -------- | --------------- | -------------- | ---------------- | ---------- |
| G        | Donnie McGrath  | Virtus Bologna | 11 novembre 2007 | definitivo |
| AG       | Mohamed Abukar  | Amsterdam      | 21 dicembre 2007 | definitivo |
| A        | Rodolfo Valenti | Triboldi       | 28 gennaio 2008  | definitivo |